# Gilat
Gilat (hebreiska: גילת) är en ort i Israel.   Den ligger i distriktet Södra distriktet, i den centrala delen av landet. Gilat ligger 139 meter över havet och antalet invånare är 965.
Terrängen runt Gilat är platt.Runt Gilat är det ganska glesbefolkat, med 42 invånare per kvadratkilometer. Närmaste större samhälle är Be'er Sheva, 15,7 km sydost om Gilat. Trakten runt Gilat är ofruktbar med lite eller ingen växtlighet.